# Нојхаус чоколадер
Нојхаус је белгијски произвођач посебно финих пралина и чоколада. Основан 1857. у Бриселу, Нојхаус данас своје производе продаје у 2000 радњи широм света, и званични је чоколадер белгијске Круне.
Прича о Нојхаусу почиње 1857. године, када је амбициозни Швајцарац Жан Нојхаус стигао у Брисел из свог родног Нешатела и са својим девером отворио „апотекарску посластичарницу“. И док је Жан у подруму справљао слаткише против кашља, ликере за стомачне тегобе и табле горке чоколаде, његов је син Фредерик изучио посластичарски занат и по ујаковој смрти се придружио очевој радњи, која је тада већ била успешна и позната. Уместо лекова су почели правити слаткише од карамела, желирано воће и ванила-чоколаду и напокон постали прва и најбоља чоколадерија у граду. 1895. радња је добила име "Confiserie et Chocolaterie Neuhaus-Perrin".
Након Фредерикове смрти 1912, његов син Жан Нојхаус преузима успешан бизнис и након месеци опита пушта на тржиште прве пуњене чоколаде–пралине, како их је назвао. Након Првог светског рата, Жан шири посао и са својом супругом Луизом Агостини уводи још један суштински део потпуног уживања у чоколади какво данас познајемо: балотен (фра. ballotin), кутију за чоколаде, која је значила да су се пралине сада могле носити или превозити, једна до друге, а потом у заштићеним слојевима, без оштећења притом. Карактеристично златно "N" на зеленој подлози, на балотену који се готово и није променио до данас, остаје и као подсећање на поштовање које је Жан гајио према Наполеону.
Добра реч се шири: већ 1918, након краја рата, млади белгијски принц Леополд и британски принц Едвард VIII навраћају у радњу да пробају „те нове пралине о којима ових дана сви причају“. 1923. године, Жан и Луиза упућују свог зета Аделсон де Гавра у слатке тајне, а овај са својим сином Пјером пушта бројне нове пралине са именима попут „Каприц“ или „Искушење“ и отвара радње ван Брисела. Нојхаус је своју репутацију изградио и однеговао пре свега креативношћу у изради стално нових врста пралина и бескомпромисношћу када је у питању квалитет састојака и презентација. На пример, Жан Нојхаус је после дугих преговора од председника Гомеза купио искључива права на венецуелански какао. Данас Нојхаус нуди пралине са латицама љубичице, труфле са шампањцем или тирамисуом, „Сатану“, „Мефиста“, ганаше са ђумбиром и поморанџом, нугатине са марципаном и коњаком, или рецимо сасвим пригодно назване „снобинете“.
Нојхаусов посао и робну марку су 1978. године купили браћа Жан-Жак и Клод Понселе, и сами посластичари, власници чоколадерије Верхерен и Мондоза. Понселеови су од Нојхауса створили светски препознатљиву робну марку, стварајући нове пралине, попут "125" (поводом 125-годишњице фирме) или „Милнер“, и отварајући бројне радње у САД, Канади, Јапану, широм Европе, у Колумбији, Гваделупу... 1987, продали су фирму и две године касније Нојхаус и Мондоз (познат по чоколадама са ликером) су спојени и отворена је нова фабрика изван Брисела.
Данас, Нојхаус у својих 2000 радњи у 50 земаља широм света продаје годишње 2400 тона својих луксузних пралина. Група Нојхаус, са 614 запослених, је 2001/02 године забележила укупан промет од 60,371 милиона евра, од чега 24,570 милиона само од продаје пралина. Но Нојхаус и даље више од трећине својих пралина производи ручно, једну по једну. Нема пуно произвођача који својим купцима могу да приуште ову баснословно скупу бајку из приче како „је онда мрмот завио чоколаду у станиол“. Па опет, зато Нојхаус и јесте 2000. добио од белгијског Краља Алберта II престижну титулу званичног добављача чоколаде белгијске Круне. Задовољне муштерије широм света нестрпљиво плаћају 10-15 пута цене обичне чоколаде. Нојхаус је за пралине постао што и Масерати за аутомобиле или Тифани за дијаманте.
У Нојхаусовом асортиману су крем-фраш, ганаш, нугатине, пралине, труфле, џандује. На свом мрежном месту, Нојхаус објашњава како се прави која од њих, како се потпуно ужива у чоколади која се топи у руци, све о историји и разним врстама какаоа, какао маси и какао путеру–и мами својим префињеним и скупим креацијама. 2005. су отворили и своју прву продавницу у Србији и Црној Гори, у београдском Булевару краља Александра.